# Orgullo y Prejuicio
Pour les articles homonymes, voir Orgueil et Préjugés (homonymie).
Orgullo y Prejuicios (littéralement : Orgueil et Préjugés) est une mini-série espagnole en dix épisodes de 20 minutes, en noir et blanc, diffusée du 25 avril au 6 mai 1966 sur Televisión Española dans la série Novela.
Produite par Alberto González Vergel, réalisateur de théâtre, sur un scénario de José Méndez Herrera, qui avait obtenu en 1962 le Prix de la Traduction Nationale, pour sa traduction de Shakespeare.
C’est l’adaptation du roman éponyme de Jane Austen, publié en 1813.

## Différences avec le roman
L'adaptation, tout en gardant l'intrigue, contient quelques changements : les noms des personnages sont modernisés ; Jane devient Jenny, Elisabeth devient Isabel, Lydia devient Lina, Caroline devient Carol. Ces noms étaient à la mode à l'époque en Espagne.
Orgueil et Préjugés, comme les trois autres œuvres de Jane Austen adaptées entre 1966 et 1972 pour la télévision espagnole (Emma, Northanger Abbey, et Persuasion) était considéré comme respectant les valeurs traditionnelles de l'Église Catholique et le code moral de la société espagnole, pour lequel l'avenir normal d'une femme était le mariage.
Les décors ressemblent plus à des maisons espagnoles qu'à des demeures anglaises, et les costumes sont ceux des années 1840 (comme dans toutes les productions de cette époque).

## Distribution
- Elena María Tejeiro (es) : Isabel (Elizabeth)
- Pedro Pecci : Darcy
- Luisa Sala (es) : Señora Benet (Mrs Bennet)
- Angel Terrón : Señor Benet (Mr Bennet)
- Nuria Carresi (es) : Jenny (Jane)
- Victor Valverde (es) : Bengley (Bingley)
- Carmen Sáez : Carol (Carolina)
- Tina Sainz (es) : Lina (Lydia)
- Conchita Goyanes (es) : Mary
- Alicia Hermida (es) : Charlotte
- Ramón Reparaz (es) : Capitán Cárter (Captain Carter)
- Mimí Muñoz (es) : Lady Lucas
- Enrique Vivó : Sir Lucas
- Felisa Alcalde : Señora Hill (Mrs Hill)
- Manuel Alberdi : Coronel Foster (Colonel Foster)

## Sources
(es) « A la Señorita Austen », sur JASNA (printemps 2008)